# Airtam-Fries
Der Airtam-Fries wurde 1932 nahe der usbekischen Stadt Termiz gefunden und ist eines der bekanntesten Kunstwerke aus dem Reich Kuschana, das vom 2. bis ins 3. Jahrhundert auch in Baktrien vorherrschend war.

## Beschreibung
Der Fries besteht aus einer Mergelkalksteinplatte mit einer Höhe von 50 cm und einer Länge von 700 cm. Auf dieser Platte sind die Büsten mehrerer Personen zu erkennen. Dabei handelt es sich um sowohl männliche als auch weibliche Musikanten und Gabenbringer, darunter eine Trommlerin, eine Lautenspielerin und eine Harfenspielerin. Die Büsten sind umgeben von Akanthusblättern.

## Geschichte
Das Kunstwerk stammt vermutlich aus dem 2.–3. Jahrhundert und wurde in Baktrien hergestellt, das damals zum Kuschana-Reich gehörte. Stilistisch ist der Airtam-Fries dem Gandhara-Stil zuzuordnen. Nach dem Fund des Frieses 1932 war vor allem die ursprüngliche Verwendung der Darstellung Gegenstand wissenschaftlicher Diskussionen. Eine häufig vertretene These besagt, dass der Airtam-Fries ein buddhistisches Heiligtum geschmückt hat. Dies kann aber nicht abschließend belegt werden. Heute befindet sich der Fries im Saal 34 der Sankt Petersburger Eremitage.